# Charlie Chalk
Charlie Chalk (O Palhaço Charlie em Portugal) é uma série de animação televisiva britânica em stop motion, produzida em 1987 pela Woodland Animations, responsável por outras séries do género nossas conhecidas, como Postman Pat (O Carteiro Paulo) e Bertha. No Reino Unido, a série começou a ser exibida em 20 de outubro de 1988, na BBC1. Em Portugal, a série foi dobrada em português e foi exibida no começo dos anos 90, aos domingos, no Espaço Infantil da RTP2, desde 8 de abril. A série parou de ser exibida em 26 de agosto.

## Sinopse
A série conta a história de um palhaço com o nome de Charlie Chalk (simplesmente Charlie na versão portuguesa), que, durante um passeio de barco em alto mar, adormece e vai parar à uma ilha chamada de Merrytwit (Ilha dos Alegres na versão portuguesa). Esta ilha é muito colorida e sui generis, e nela vivem personagens com estranhas características, mas de quem Charlie se torna muito amigo. Os personagens tinham que estar cientes dos cocos que caíam constantemente das árvores da ilha.
O primeiro episódio da série "Shipwrecked Charlie" (O naufrágio de Charlie na versão portuguesa) retratava o Charlie tendo acabado de desembarcar na Ilha dos Alegres, e depois de fazer amizade com alguns de seus habitantes, decide ficar e construir uma casa lá. Os episódios seguintes seguem Charlie e seus novos amigos em várias aventuras na ilha.

## Personagens
- Charlie é um palhaço simpático e pacífico que, acidentalmente, vai parar à Ilha dos Alegres. Não conhece ninguém na ilha, mas rapidamente se integra na comunidade.
- Capitão Micas (Captain Mildred na versão original) é a autoridade da ilha. Gosta de impor ritmo aos insulares, a quem atribui listas de tarefas. Vive no barco Barcaças com a sua amiga Acelera.
- Acelera (Mary the Hover Fairy na versão original) é uma velha fada dotada de poderes mágicos. Amiga do Capitão Micas, com quem decidiu passar a sua velhice.
- Patola (Lewis T. Duck na versão original) é um pato com um feitio difícil. Tem sempre muitas ideias, mas é teimoso, impaciente e detesta ser contrariado.
- Rosadinho (Arnold the Elephant na versão original) é um elefante rosado muito alegre, mas bastante desajeitado.
- Soneca (Edward na versão original) é um macaco preguiçoso que passa a maior parte do tempo a dormir. Ele tem uma grande antipatia pelo trabalho.
- Jonas (Trader Jones na versão original) - faz um pouco de tudo na ilha. Tem uma loja onde comercializa uma grande diversidade de bens, mas que não vende, apenas troca. A bicicleta que usa para transportar a mercadoria serve também de táxi.
- Bert é um monstro gigante que vive numa caverna cuja entrada tem precisamente o formato do seu corpo. É gentil, mas pouco provido de inteligência.
- Larga-Lixo (Litterbug na versão original) é um inseto que anda pela ilha a recolher lixo, mas que não é bem-sucedido, visto existir um buraco no saco que usa para tal tarefa.

## Episódios
1. O naufrágio de Charlie
2. Rosadinho passa a noite fora
3. A apanha dos cocos
4. Todos com espirros
5. As bananas saltitantes
6. A montanha que gemia
7. Soneca faz ginástica
8. A festa
9. Não há estradas na Ilha dos Alegres
10. O dia de folga do Capitão Micas
11. O Bert aborrece
12. O regresso do Larga-Lixo
13. Adeus, olá

## Mercadorias
A série foi lançada na íntegra em DVD, no Reino Unido, com todos os episódios. Também a banda sonora foi comercializada, incluindo o tema do genérico e os diversos temas incidentais.

## Dobragem Portuguesa
- Tradução: Luísa Rodrigues
- Vozes: Carlos Freixo, Luísa Salgueiro, José Neto